# James Kimbrough Jones
Pour les articles homonymes, voir Kimbrough, James Jones et Jones.
James Kimbrough Jones (29 septembre 1839 – 1er juin 1908) est un homme politique américain.

## Biographie
Né à dans le Comté de Marshall (Mississippi), Jones déménage à Dallas Country, Arkansas avec son père en 1848. 
Il fait des études de droit avec un professeur privé et est admis au barreau de Washington, Arkansas en 1874.
Pendant la guerre civile Américaine, il sert dans l'armée confédérée et retourne en Arkansas à la fin de celle-ci. 
Entre 1873 et 1879, il fait partie du Sénat de l'état d'Arkansas.
En 1896 et 1890, il occupe la chaire du Comité National Démocrate.
Jones est élu aux 47e et 48e congrès (4 mars 1881 - 3 mars 1885) pour l'État d'Arkansas ; il est réélu lors du 49e congrès mais il démissionne car il vient d'être élu au Sénat Américain le 19 février 1885.
Il sera sénateur du 4 mars 1885 au 3 mars 1903, ne réussissant pas à être réélu en 1902. 
Durant son mandat, il est à la tête du Comité des Affaires indiennes puis du Comité "Corporation Organized" dans le District de Columbia.
Après son échec de 1902, Jones retourna au barreau à Washington DC ou il décèdera.